# دون كيسي
دون كيسي (بالإنجليزية: Dwane Casey)‏ مواليد 17 أبريل 1957 في إنديانابوليس، هو لاعب كرة سلة أمريكي أصبح مدرباً يدرب فريق تورونتو رابتورز في الرابطة الوطنية لكرة السلة. يبلغ طوله 6 قدم 2 بوصة (1.9 م).

## روابط خارجية
- دون كيسي على موقع كلية كرة السلة في سبورتس رفرنس.كوم (الإنجليزية)
- دون كيسي على موقع سبورتس رفرنس (الإنجليزية)